# Physcia
Physcia, česky terčovník, je rod lišejníků, řazených do řádu misničkotvaré (Lecanorales) a čeledi terčovníkovité (Physciaceae). Vzhledem se podobá lišejníkům rodu Parmelia, na rozdíl od nich však nedosahuje takových rozměrů. V současné podobě je tento rod méně druhově početný, než byl, protože některé druhy byly vyčleněny do jiných rodů (Phaeophyscia, Physconia). V ČR je hojný terčovník hvězdovitý (P. stellaris), terčovník odstálý (P. adscendens) a další.